# Randall Brenes
Randall Eduardo Brenes Moya (Paraíso, Cartago, Costa Rica, 13 de agosto de 1983) es un exfutbolista costarricense que jugó como delantero. Su apodo más conocido el chiki brenes ya que la tiene chikita y se apedilla brenes

## Trayectoria

### C. S. Cartaginés
Randall Brenes es originario del barrio Pitahaya en Cartago. Debutó con el equipo Cartaginés el 26 de abril de 2003, en un partido que enfrentó a Alajuelense. De la mano del entrenador Carlos De Toro, el delantero ingresó de cambio al minuto 55' por Max Sánchez y tuvo discreta participación en la derrota brumosa por 1-3. En la temporada tuvo tres encuentros más, donde jugó los minutos finales ante Pérez Zeledón, San Carlos y Guanacasteca.

### Municipal Paraíso
Brenes fue prestado al Municipal Paraíso de la Segunda División para que adquiera experiencia. En el mismo tiempo que se desempeñó como futbolista, fue dependiente de una librería en el centro de Cartago. En su paso por la segunda categoría pudo concretar doce goles en catorce partidos.

### C. S. Cartaginés
El delantero volvió al Cartaginés para la temporada 2004-2005. Brenes se consolidó como goleador del equipo al convertir dieciséis tantos y tuvo la regularidad de 32 partidos disputados.

### F. K. Bodø/Glimt
El 5 de agosto de 2005, se confirma el vínculo por tres años y medio de Brenes junto a Roy Miller al Bodø/Glimt de Noruega.
En este entonces, el  Bodø/Glimt era parte de la Primera División noruega (Tippeligaen), pero fue relegado de categoría ese mismo año. Por ello, el equipo jugó en la Liga Adecco en 2006, donde Brenes fue el máximo goleador con 13 goles, 6 de ellos de cabeza. En 2007, el equipo ganó el ascenso a  la Tippeligaen después de ganar en casa y como visitante contra el Odd Grenland de la  Tippeligaen. Bodø/Glimt tenía una gran sorpresa positiva en la temporada siguiente en Tippeligaen, terminando en el cuarto lugar.

### Kongsvinger I. L.

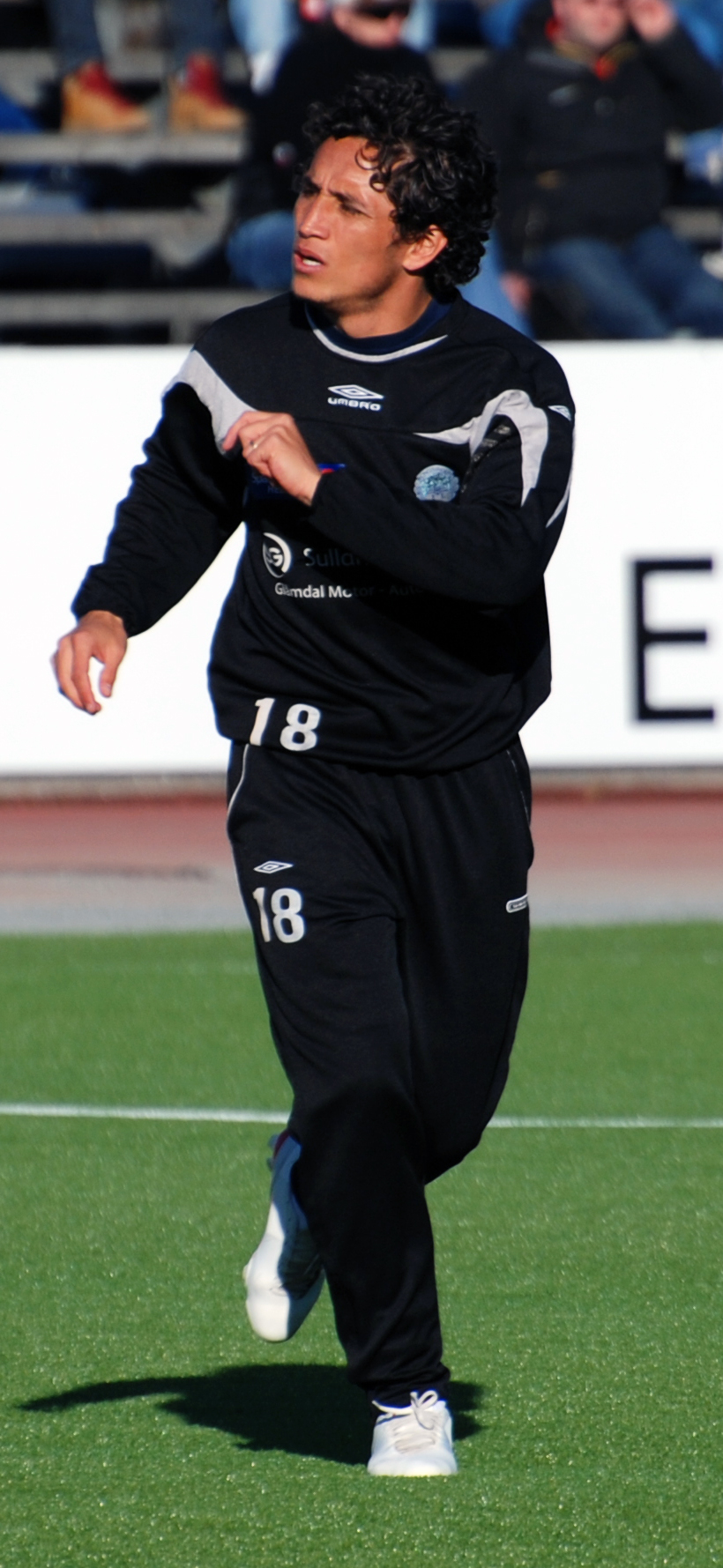
Randall Brenes con el Kongsvinger en 2009.

Brenes fue cedido a mitad de la temporada al equipo de la Adeccoligaen, el Kongsvinger para ayudarlos a permanecer en la división, una vez más junto con Roy Miller; mientras tanto, fue vendido al Rosenborg de Trondheim.
En 2009, Brenes firmó un contrato a tiempo completo y ayudó a ascender con el Kongsvinger a la Tippeligaen. Pero después de que terminó la temporada, Brenes llegó a un acuerdo con el club para rescindir su contrato, ya que quería pasar en su hogar en Costa Rica junto a su familia. El 8 de enero de 2010, se confirmó que Randall dejaría el club ante el interés de volver a Costa Rica.

### C. S. Cartaginés
El 12 de enero de 2010, Brenes regresó al Cartaginés. Estuvo de vuelta para los certámenes de Verano 2010 y el Invierno en el mismo año. Compartió el título de máximo goleador con Éver Alfaro y ayudó al equipo a alcanzar las semifinales.
Brenes fue nuevamente acreedor de la distinción de máximo anotador para el Campeonato de Invierno 2011 y fue declarado el mejor jugador de la competencia. Ese torneo, el Cartaginés obtuvo el cuarto lugar en la tabla, anotando en cuatro minutos en el primer tiempo en la primera semifinal, pero perdiendo contra el Herediano 3-1 en el global.

### F. K. Khazar Lankaran
En el apogeo de su rendimiento, el 9 de febrero de 2012, Brenes firmó un largo contrato de dos años con el FK Khazar Lankaran de Azerbaiyán. El 20 de febrero hizo su debut en la temporada con una derrota por 2-1 contra Gabala, ingresó de cambio a los 35 minutos por el portugués António Semedo y recibió una tarjeta amarilla. El 7 de marzo de 2012, jugó su primer partido como titular en el encuentro contra el Turan, completando la totalidad de los minutos. El 14 de marzo fue partícipe de los cuartos de final de la Copa de Azerbaiyán en la derrota por 3-2 ante el Inter Baku, anotando su primer gol para el club y el segundo de su equipo en el minuto 57'. El 28 de marzo anotó su segundo gol que significó el empate 1-1 a los 76 minutos. El 11 de mayo ingresó también de titular en la victoria por 4-1 ante el Qarabağ, anotando el segundo gol a los 22 minutos y saliendo de cambio por el serbio Stevan Bates en el minuto 70'.
En la temporada 2012-13, Brenes jugó cuatro partidos con el club, correspondiente a la Liga Europa de la UEFA. El 5 de julio de 2012, jugó 90 minutos contra el Nõmme Kalju y fue amonestado a los 53 minutos. El 10 de julio juega el partido de vuelta e ingresó de cambio a los 84 minutos por Sadio Tounkara. A continuación, jugó en los dos partidos como suplente, para la segunda ronda de la competencia continental, ante el Lech Poznań. El 31 de julio de 2012, Brenes firmó su rescisión de contrato por incumplimiento del equipo en el pago con el jugador.

### C. S. Cartaginés
El 7 de agosto de 2012, Brenes regresó una vez más al club Cartaginés, donde obtuvo el subcampeonato nacional en el torneo de Verano 2013.

### Sandnes Ufl
El 3 de agosto de 2014 se confirmó su fichaje con el Sandnes Ulf de Noruega, equipo recién ascendido a la máxima categoría, originalmente en calidad de préstamo por seis meses.

### C. S. Cartaginés
Después de su paso por Europa volvió a Costa Rica donde concluyó su carrera. Es considerado un ídolo en el club. Es el segundo goleador histórico del club con 103 goles. El 19 de noviembre de 2015, conquista el Torneo de Copa tras derrotar al Herediano en penales.
El 29 de junio de 2018, anunció su retiro del fútbol profesional a los 34 años. El 8 de julio jugó su partido de despedida frente al Rosario Central de Argentina en el Estadio "Fello" Meza.

## Selección nacional
Su debut con la Selección de Costa Rica se produjo el 8 de julio de 2005, en la segunda jornada fecha de la Copa de Oro de la Concacaf contra Cuba. Brenes marcó sus primeros dos goles como internacional en ese mismo partido.
El 7 de enero de 2011, el entrenador Ricardo La Volpe incluyó a Brenes en la nómina que afrontó la Copa Centroamericana. El 23 de enero se conformó con el subcampeonato tras caer en la final contra Honduras.
El 20 de mayo de 2011, La Volpe convocó a Randall para la realización de la Copa de Oro de la Concacaf, la cual tuvo lugar en Estados Unidos y llegando hasta la instancia de cuartos de final, perdiéndola en penales frente a Honduras.
El 13 de junio de 2011, el delantero volvió a ser tomado en cuenta por el estratega en la disputa de la Copa América. Debutó el 2 de julio en el Estadio 23 de Agosto contra Colombia, donde fue expulsado al minuto 27' en la pérdida por 1-0. El 7 de julio su equipo ganó por 0-2 a Bolivia y cuatro días después se presentó la derrota de 3-0 ante Argentina, con estos resultados quedando eliminado en primera fase.
Empezó la eliminatoria mundialista de Concacaf el 8 de junio de 2012, con el empate de local 2-2 contra El Salvador. Marcó su primer doblete el 16 de octubre, en la última fecha de la cuadrangular que terminó en goleada 7-0 sobre Guyana.

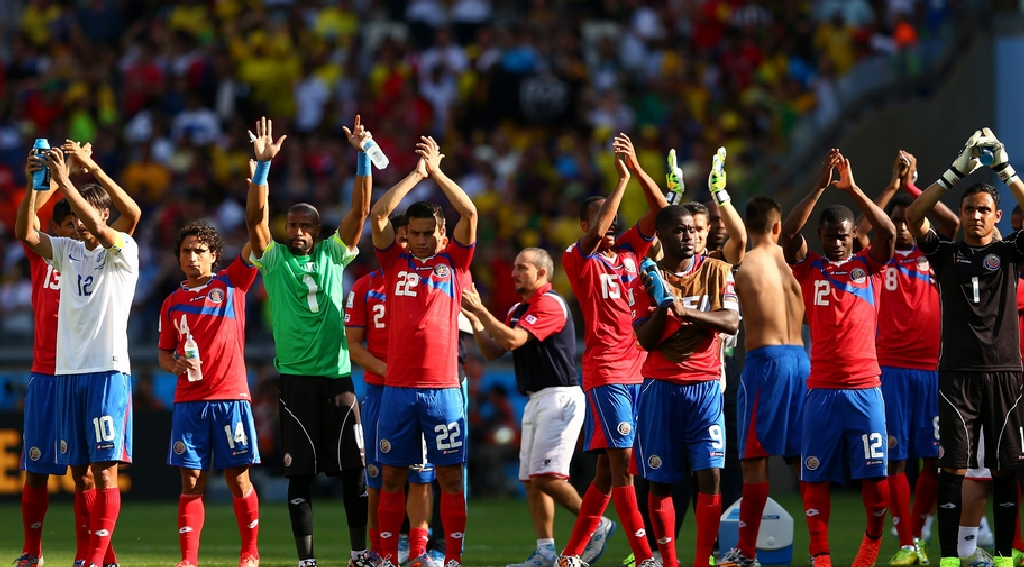
Brenes (dorsal 14) tras finalizar la fase de grupos del Mundial 2014.

El 7 de enero de 2013, Randall fue tomado en cuenta en la nómina de Jorge Luis Pinto para participar en la Copa Centroamericana. El 18 de enero jugó 37 minutos contra Belice (victoria 1-0), dos días después apareció como titular frente a Nicaragua (triunfo 2-0), y el 22 de enero completó la totalidad de los minutos del empate 1-1 ante Guatemala. El 25 de enero fue parte de la victoria 1-0 sobre El Salvador en semifinales y dos días después, en la final contra Honduras en el Estadio Nacional, su escuadra ganó por 1-0 y consiguió el título de la región.
El 10 de septiembre consiguió la clasificación al Mundial 2014 a falta de dos fechas para la conclusión de la hexagonal eliminatoria, donde Brenes convirtió un gol sobre Jamaica en el empate 1-1.
El 12 de mayo de 2014, el entrenador de la selección costarricense, Jorge Luis Pinto, incluyó a Brenes en la convocatoria preliminar con miras a la Copa Mundial de Brasil. Finalmente, fue confirmado en la nómina definitiva de veintitrés jugadores el 30 de mayo. El 14 de junio fue la primera fecha del certamen máximo, en la que su grupo enfrentó a Uruguay en el Estadio Castelão de Fortaleza. Randall permaneció en la suplencia y pese a tener el marcador en contra, su nación logró revertir la situación y ganó con cifras de 1-3. El 20 de junio, en la Arena Pernambuco contra Italia, el delantero haría su debut jugando los últimos nueve minutos de la victoria ajustada 0-1, encuentro en el que estuvo cerca de anotar. Para el compromiso de cuatro días después ante Inglaterra en el Estadio Mineirão, el resultado se consumió empatado sin goles y en esta ocasión alineó como titular. El 29 de junio, por los octavos de final contra Grecia, la serie se llevó a los penales para decidir al clasificado y su conjunto triunfó mediante las cifras de 5-3. La participación del cuadro costarricense concluyó el 5 de julio, en la pérdida en penales contra Países Bajos.

### Participaciones internacionales
| Evento                          | Sede           | Resultado        | Posición | Partidos | Goles |
| ------------------------------- | -------------- | ---------------- | -------- | -------- | ----- |
| Copa de Oro de la Concacaf 2005 | Estados Unidos | Cuartos de final | 5/12     | 3        | 0     |
| Copa Centroamericana 2011       | Panamá         | Subcampeón       | 2/7      | 4        | 0     |
| Copa de Oro de la Concacaf 2011 | Estados Unidos | Cuartos de final | 6/12     | 2        | 1     |
| Copa América 2011               | Argentina      | Fase de grupos   | 9/12     | 2        | 0     |
| Copa Centroamericana 2013       | Costa Rica     | Campeón          | 1/7      | 5        | 0     |

### Participaciones en eliminatorias
| Eliminatoria               | Sede   | Resultado   | Posición | Partidos | Goles |
| -------------------------- | ------ | ----------- | -------- | -------- | ----- |
| Clasificación Mundial 2014 | Brasil | Clasificado | 2.ª      | 8        | 3     |

### Participaciones en Copas del Mundo
| Mundial              | Sede   | Resultado        | Posición | Partidos | Goles |
| -------------------- | ------ | ---------------- | -------- | -------- | ----- |
| Copa Mundial de 2014 | Brasil | Cuartos de final | 8/32     | 3        | 0     |

## Estadísticas

### Clubes
Actualizado a fin de carrera deportiva.
| C. S. Cartaginés · Costa Rica |               |               |     |     |    |    |   |     |     |     |
| 1.ª | 2002-03       | 4             | 0   | —   | —  | —  | — | 4   | 0   |     |
| Total club | Total club    | 4             | 0   | —   | —  | —  | — | 4   | 0   |     |
| Municipal Paraíso · Costa Rica |               |               |     |     |    |    |   |     |     |     |
| 2.ª | 2003-04       | 14            | 12  | —   | —  | —  | — | 14  | 12  |     |
| Total club | Total club    | 14            | 12  | —   | —  | —  | — | 14  | 12  |     |
| C. S. Cartaginés · Costa Rica |               |               |     |     |    |    |   |     |     |     |
| 1.ª | 2004-05       | 32            | 16  | —   | —  | —  | — | 32  | 16  |     |
| Total club | Total club    | 32            | 16  | —   | —  | —  | — | 32  | 16  |     |
| F. K. Bodø/Glimt · Noruega |               |               |     |     |    |    |   |     |     |     |
| 1.ª | 2005          | 7             | 0   | —   | —  | —  | — | 7   | 0   |     |
| 2.ª | 2006          | 23            | 13  | —   | —  | —  | — | 23  | 13  |     |
| 2.ª | 2007          | 17            | 2   | —   | —  | —  | — | 17  | 2   |     |
| 1.ª | 2008          | 7             | 0   | —   | —  | —  | — | 7   | 0   |     |
| Total club | Total club    | 54            | 15  | —   | —  | —  | — | 54  | 15  |     |
| Kongsvinger I. L. · Noruega |               |               |     |     |    |    |   |     |     |     |
| 2.ª | 2008          | 14            | 7   | —   | —  | —  | — | 14  | 7   |     |
| 2.ª | 2009          | 32            | 8   | —   | —  | —  | — | 32  | 8   |     |
| Total club | Total club    | 46            | 15  | —   | —  | —  | — | 46  | 15  |     |
| C. S. Cartaginés · Costa Rica |               |               |     |     |    |    |   |     |     |     |
| 1.ª | 2010          | 12            | 5   | —   | —  | —  | — | 12  | 5   |     |
| 1.ª | 2010-11       | 32            | 17  | —   | —  | —  | — | 32  | 17  |     |
| 1.ª | 2011-12       | 21            | 14  | —   | —  | —  | — | 21  | 14  |     |
| Total club | Total club    | 65            | 36  | —   | —  | —  | — | 65  | 36  |     |
| F. K. Khazar Lankaran Azerbaiyán |               |               |     |     |    |    |   |     |     |     |
| 1.ª | 2012          | 11            | 1   | 2   | 0  | 4  | 0 | 17  | 1   |     |
| Total club | Total club    | 11            | 1   | 2   | 0  | 4  | 0 | 17  | 1   |     |
| C. S. Cartaginés · Costa Rica |               |               |     |     |    |    |   |     |     |     |
| 1.ª | 2012-13       | 25            | 4   | —   | —  | —  | — | 25  | 4   |     |
| 1.ª | 2013-14       | 34            | 4   | 5   | 4  | 4  | 0 | 43  | 8   |     |
| Total club | Total club    | 59            | 8   | 5   | 4  | 4  | 0 | 68  | 12  |     |
| Sandnes Ulf · Noruega |               |               |     |     |    |    |   |     |     |     |
| 1.ª | 2014          | 11            | 4   | —   | —  | —  | — | 11  | 4   |     |
| Total club | Total club    | 11            | 4   | —   | —  | —  | — | 11  | 4   |     |
| C. S. Cartaginés · Costa Rica |               |               |     |     |    |    |   |     |     |     |
| 1.ª | 2014-15       | 12            | 3   | 1   | 1  | —  | — | 13  | 4   |     |
| 1.ª | 2015-16       | 39            | 15  | 7   | 5  | —  | — | 46  | 20  |     |
| 1.ª | 2016-17       | 38            | 15  | —   | —  | —  | — | 38  | 15  |     |
| 1.ª | 2017-18       | 34            | 10  | —   | —  | —  | — | 34  | 10  |     |
| Total club | Total club    | 123           | 43  | 8   | 6  | —  | — | 131 | 49  |     |
| Total carrera | Total carrera | Total carrera | 419 | 150 | 15 | 10 | 8 | 0   | 442 | 160 |
| (1) Incluye datos de la Copa de Azerbaiyán (2012) / Torneo de Copa (2013-15). (2) Incluye datos de la Liga Europa de la UEFA (2012) / Liga de Campeones de la Concacaf (2013). (3) No incluye goles en partidos amistosos. |               |               |     |     |    |    |   |     |     |     |

### Selección
Actualizado a fin de carrera deportiva.
| Costa Rica |                 |    |   |   |   |   |   |    |    |    |   |
| 2005 | 3               | 2  | — | — | — | — | — | —  | 3  | 2  |   |
| 2011 | 8               | 1  | — | — | — | — | 8 | 2  | 16 | 3  |   |
| 2012 | —               | —  | 5 | 2 | — | — | 3 | 0  | 8  | 2  |   |
| 2013 | 5               | 0  | 3 | 1 | — | — | 1 | 0  | 9  | 1  |   |
| 2014 | —               | —  | — | — | 3 | 0 | 4 | 0  | 7  | 0  |   |
| Total selección | Total selección | 16 | 3 | 8 | 3 | 3 | 0 | 16 | 2  | 43 | 8 |
| (1) Incluye datos de la Copa Oro de la Concacaf (2005-13) / Copa América (2011) / Copa Centroamericana (2013). (2) Incluye datos de la Eliminatoria de Concacaf para la Copa Mundial (2012-13). (3) Incluye datos de la Copa Mundial (2014). |                 |    |   |   |   |   |   |    |    |    |   |

#### Goles internacionales
| Núm. | Fecha                    | Lugar                                                       | Rival       | Gol | Resultado | Competición                  |
| ---- | ------------------------ | ----------------------------------------------------------- | ----------- | --- | --------- | ---------------------------- |
| 1    | 9 de julio de 2005       | Qwest Field, Washington, Estados Unidos                     | Cuba        | 0-1 | 1-3       | Copa de Oro 2005             |
| 2    | 9 de julio de 2005       | Qwest Field, Washington, Estados Unidos                     | Cuba        | 1-3 | 1-3       | Copa de Oro 2005             |
| 3    | 26 de marzo de 2011      | Estadio Nacional, San José, Costa Rica                      | China       | 2-0 | 2-2       | Amistoso                     |
| 4    | 9 de junio de 2011       | Bank of America Stadium, Carolina del Norte, Estados Unidos | El Salvador | 1-1 | 1-1       | Copa de Oro 2011             |
| 5    | 15 de noviembre de 2011  | Estadio Nacional, San José, Costa Rica                      | España      | 1-0 | 2-2       | Amistoso                     |
| 6    | 16 de octubre de 2012    | Estadio Nacional, San José, Costa Rica                      | Guyana      | 1-0 | 7-0       | Eliminatoria al Mundial 2014 |
| 7    | 16 de octubre de 2012    | Estadio Nacional, San José, Costa Rica                      | Guyana      | 3-0 | 7-0       | Eliminatoria al Mundial 2014 |
| 8    | 10 de septiembre de 2013 | Estadio Nacional, Kingston, Jamaica                         | Jamaica     | 0-1 | 1-1       | Eliminatoria al Mundial 2014 |

## Palmarés

### Títulos nacionales
| Título                       | Club             | País       | Año  |
| ---------------------------- | ---------------- | ---------- | ---- |
| Torneo de Copa de Costa Rica | C. S. Cartaginés | Costa Rica | 2015 |

### Títulos internacionales
| Título               | Equipo                  | Sede       | Año  |
| -------------------- | ----------------------- | ---------- | ---- |
| Copa Centroamericana | Selección de Costa Rica | Costa Rica | 2013 |

### Distinciones individuales
| Distinción                                          | Año  |
| --------------------------------------------------- | ---- |
| Jugador revelación del Torneo de Apertura 2004      | 2005 |
| Goleador de la temporada 2004-05 (16 goles)         | 2005 |
| Goleador del Campeonato de Invierno 2010 (10 goles) | 2010 |
| Goleador del Campeonato de Invierno 2011 (13 goles) | 2012 |